# Гавіла
23°30′13″ пн. ш. 40°51′35″ сх. д. / 23.5036° пн. ш. 40.8597° сх. д.
Гавіла (івр. חֲוִילָה Ḥawilah) — термін, що в кількох книгах Біблії стосується як землі, так і людей; перше значення згадується в Genesis 2:10-11HE, а інше, як вважають, знаходиться в Африці і згадується в Genesis 10:7HE.

## Біблійні згадки
В одному випадку Гавіла асоціюється з Едемським садом, згаданим у Книзі Буття (2:10-11):
І текла річка з Едему, щоб поливати сад; і звідти воно розділилося, і стало на чотири голови. Ім'я першому Пізон: це він, що оточує всю землю Гавілу, де є золото;
На додаток до регіону, описаного в розділі 2 книги Буття, дві особи на ім'я Гавіла перераховані в Таблиці Націй. У таблиці перераховані нащадки Ноя, які вважаються однойменними предками народів. Окрім імені, згаданого в Genesis 10:7-29HE, ще одне згадується в Книгах Хронік ([[|1 Chronicles]] 1:9-23HE). Одна особа — син Куша, син Хама. Інша особа — син Йоктана і нащадок Сима.
Ім'я Гавіла з'являється в Genesis 25:18HE, де воно визначає територію, населену ізмаїльтянами, як «від Гавіли до Шура, навпроти Єгипту в напрямку Ассирії»; і в Книгах Самуїла (1 Samuel 15:7-8HE), де сказано, що цар Саул побив амаликитян, які там жили, за винятком царя Агага, якого він узяв у полон.
В одному уривку згадується, що ізраїльтян відправляють до Ассирії та Гала. За словами ченця Антуана Огюстена Кальме, Гала, швидше за все, вказує на Гавілу.

## Позабіблійні згадки
У позабіблійній літературі земля Гавіла згадується в Псевдо-Філоні як джерело дорогоцінних коштовностей, які амореї використовували для виготовлення своїх ідолів у дні після Ісуса Навина, коли Кеназ був суддею над ізраїльтянами.
Існує позабіблійна традиція, знайдена в Kitab al-Magall (література Клементина) і Печері скарбів. Згідно з цією казкою, в перші дні після Вавилонської вежі діти Гавіли, сина Йоктана, побудували місто і царство, яке було ближче до тих його братів, Шеви та Офіра.

## Можливе розташування

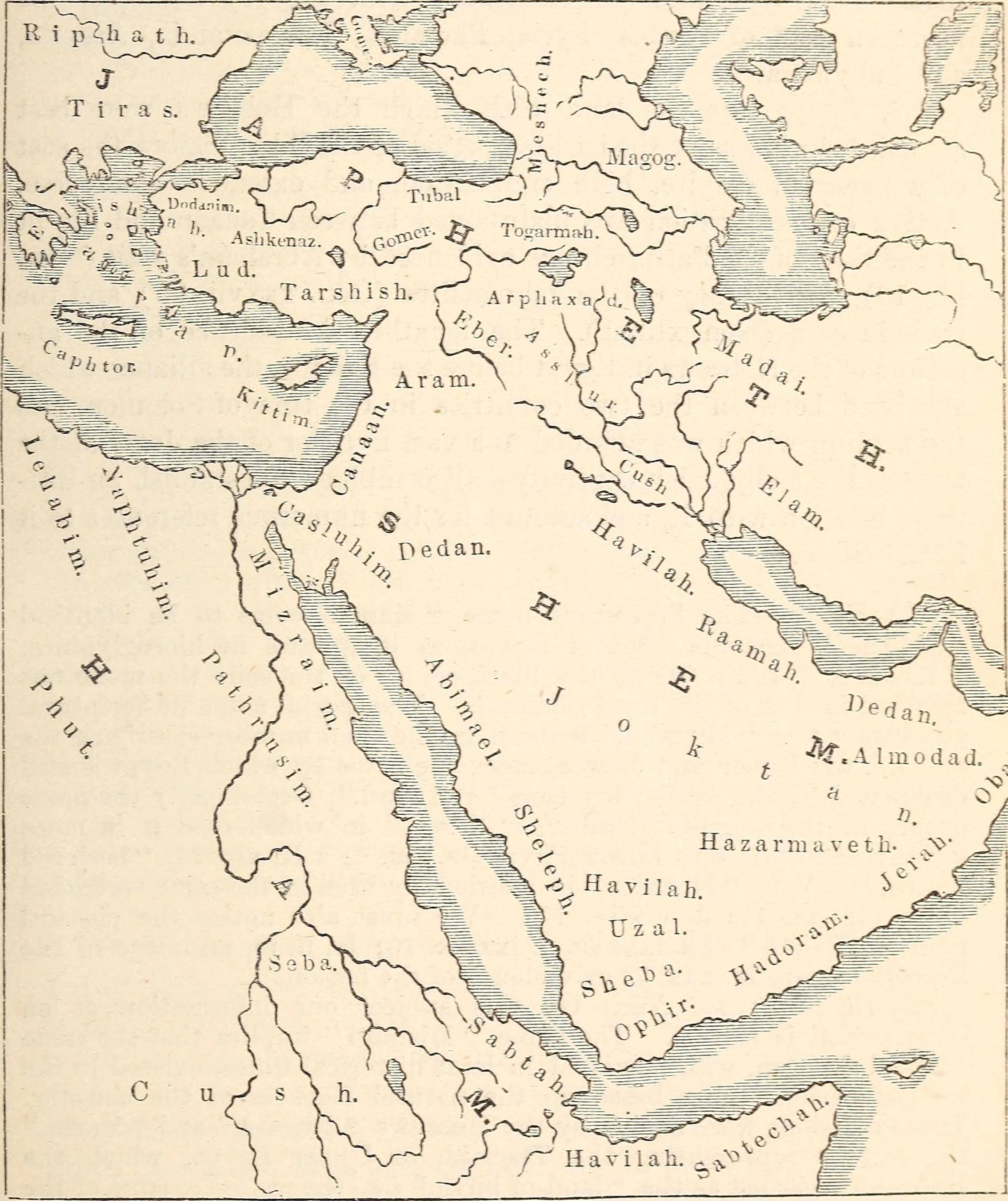
Показано кілька місць для Хавіли

В. В. Мюллер у Anchor Bible Dictionary 1992 року вважає, що «Гавіла» з Буття 2 має стосуватися регіону на південному заході Аравії. Він знаходить посилання на «Гавілу» в Буття 25:18 як посилання на північну Аравію. Деякі кажуть, що Гавіла були протосомалійського походження з кушитів, які колонізували Аравію, навіть пов'язуючи їх з макробійцями.
У арабському перекладі єврейської Біблії Саадії Гаон, виконаний Саадією Гаоном, Гавіла замінюється Зейлою в сучасному Сомалі. Веніамін Тудельський, єврейський мандрівник XII століття, стверджував, що Зейла була землею Гавіла, обмеженою Аль-Хабашем на заході. Зейла (Гавіла) була звільнена губернатором Португальської Індії Лопу Суарішем де Албергарія, в той час як її вождь Гарла Махфуз вторгся в Абіссінію в 1517 році.
У 1844 році Чарльз Форстер стверджував, що сліди стародавнього імені Гавіла все ще можна знайти у використанні Аваль для позначення острова, що зараз відомий як острів Бахрейн.
Август Генрі Кін вважав, що земля Гавіла була зосереджена у Великому Зімбабве і охоплювала тодішню Південну Родезію. Табір Гавіла — це назва базового табору групи британських археологів, які досліджували руїни Великого Зімбабве з 1902 по 1904 рік. Зрештою, вони відкинули будь-який біблійний зв'язок із цим поселенням.